# Phasmahyla cruzi
Phasmahyla cruzi é uma espécie de anfíbio da família Phyllomedusidae. Endêmica do Brasil, pode ser encontrada nos município de Mangaratiba, Angra dos Reis e Parati, no estado do Rio de Janeiro.